# Lucie Pudilová
Lucie Pudilová (* 13. června 1994) je česká bojovnice smíšených bojových umění (MMA). Je šampionkou organizace GCF v bantamové váze (do 61,2 kg). Od roku 2017 do 2020 bojovala, jako první Češka, v nejprestižnější organizaci na světě UFC. Trénuje v klubu KBC Příbram a jejím trenérem je Ladislav Erdélyi.

## MMA kariéra

### Ultimate Fighting Championship
V UFC debutovala 18. března 2017 jako náhrada za zraněnou Verónicu Macedo na UFC Fight Night: Manuwa vs. Anderson, kdy si zopakovala boj proti Lině Länsberg. V tomto zápase těsně prohrála na body a s Länsberg tak podruhé prohrála.
Druhý boj se uskutečnil 17. června 2017 proti Korejce Ji Yeon Kim na UFC Fight Night: Holm vs. Correia v Singapuru. Pudilová s přehledem vyhrála na body a připsala si první výhru v UFC.
Třetí boj byl 18. února 2018 na galavečeru UFC Fight Night: Cowboy vs. Medeiros. Zde se postavila Kanaďance Sarah Moras, kterou dokázala porazit na body a zajistila si druhou výhru v nejprestižnější organizaci.
8. září 2018 na UFC 228 proběhl zápas s Mexičankou Irene Aldana, se kterou prohrála těsně na body. Tento zápas byl oceněn, jako boj večera (bonus 50 000 dolarů pro obě). 
Na historicky prvním UFC galavečeru konajícím se v České republice se Pudilová utkala s legendou ženského MMA Liz Carmouche. Přestože celá hala Lucii hlasitě povzbuzovala, na vítězství to nestačilo. Tento zápas prohrála znovu na body.
Na turnaji UFC on ESPN: Covington vs. Lawler se Lucie utkala se sestrou současné šampionky muší divize, Antoninou Shevchenko. Antonina Shevchenko vyhrála ve druhém kole na škrcení, které Lucie neodklepala a nechala se uspat. Obě bojovnice dostaly bonus za zápas večera.
Na turnaji UFC Fight Night: Blaydes vs. dos Santos se Lucie utkala s Justine Kish. Tento zápas Lucie prohrála na body a následně jí nebyla prodloužena smlouva s UFC.

## MMA výsledky

### Profesionální kariéra
| Výsledek | Bilance | Soupeř                    | Metoda                           | Událost                                 | Datum              | Kolo | Čas  | Místo                                           | Poznámka                                  |
| -------- | ------- | ------------------------- | -------------------------------- | --------------------------------------- | ------------------ | ---- | ---- | ----------------------------------------------- | ----------------------------------------- |
| Výhra    | 16-11   | Brittney Cloudy           | Na body Rozhodnutí (jednomyslně) | OKTAGON 69                              | 5. dubna 2025      | 3    | 5:00 | Dortmund, Německo                               |                                           |
| Prohra   | 15-11   | Cecilie Bolander          | Na body Rozhodnutí (rozdeleně)   | OKTAGON 65                              | 29. prosince 2024  | 5    | 5:00 | Praha, Česko                                    |                                           |
| Výhra    | 15-10   | Cecilie Bolander          | Na body Rozhodnutí (rozdeleně)   | OKTAGON 61                              | 21. září 2024      | 3    | 5:00 | Brno, Česko                                     |                                           |
| Prohra   | 14-10   | Luana Carolina            | Na body Rozhodnutí (jednomyslně) | UFC on ESPN: Lemos vs. Jandiroba        | 20. července 2024  | 3    | 5:00 | Las Vegas, Spojené státy americké               |                                           |
| Prohra   | 14-9    | Ailín Pérez               | Na body Rozhodnutí (jednomyslně) | UFC Fight Night: Allen vs. Craig        | 18. listopadu 2023 | 3    | 5:00 | Las Vegas, Spojené státy americké               |                                           |
| Prohra   | 14-8    | Joselyne Edwards          | Na body Rozhodnutí (rozdeleně)   | UFC Fight Night: Holloway vs. Allen     | 15. dubna 2023     | 3    | 5:00 | Kansas City, Spojené státy americké             |                                           |
| Výhra    | 14-7    | Yanan Wu                  | TKO (lokty)                      | UFC 278                                 | 20. srpna 2022     | 2    | 4:04 | Salt Lake City, Spojené státy americké          |                                           |
| Výhra    | 13-7    | Caroline Yariwake da Cruz | Na body Rozhodnutí (jednomyslně) | OKTAGON 32                              | 9. dubna 2022      | 3    | 5:00 | Ostrava, Česko                                  |                                           |
| Výhra    | 12-7    | Marta Waliczek            | Na body Rozhodnutí (rozdeleně)   | OKTAGON PRIME 4                         | 6. listopadu 2021  | 3    | 5:00 | Pardubice, Česko                                |                                           |
| Prohra   | 11-7    | Talita Bernardo           | Na body Rozhodnutí (jednomyslně) | OKTAGON 26                              | 24. července 2021  | 3    | 5:00 | Praha, Česko                                    |                                           |
| Výhra    | 11–6    | Maiju Suotama             | Na body Rozhodnutí (jednomyslně) | OKTAGON 22                              | 27. březen 2021    | 3    | 5:00 | Brno, Česko                                     | Zápas se odehrál ve váze do 64 kg.        |
| Výhra    | 10–6    | Marta Waliczek            | Na body Rozhodnutí (rozdeleně)   | OKTAGON 21                              | 30. leden 2021     | 3    | 5:00 | Brno, Česko                                     |                                           |
| Výhra    | 9–6     | Cornelia Holm             | Na body Rozhodnutí (jednomyslně) | OKTAGON 19                              | 5. prosinec 2020   | 3    | 5:00 | Brno, Česko                                     | Návrat do bantamové váhy.                 |
| Prohra   | 8–6     | Justine Kish              | Na body Rozhodnutí (jednomyslně) | UFC Fight Night: Blaydes vs. dos Santos | 25. leden 2020     | 3    | 5:00 | Raleigh, North Carolina, Spojené státy americké |                                           |
| Prohra   | 8–5     | Antonina Shevchenko       | Donucení (rear-naked choke)      | UFC Fight Night: Covington vs. Lawler   | 3. srpen 2019      | 2    | 1:20 | Newark, New JerseySpojené státy americké        | Zápas večera.                             |
| Prohra   | 8–4     | Liz Carmouche             | Na body Rozhodnutí (jednomyslně) | UFC Fight Night: Błachowicz vs. Santos  | 23. únor 2019      | 3    | 5:00 | Praha, Česko                                    | Muší váha.                                |
| Prohra   | 8–3     | Irene Aldana              | Na body Rozhodnutí (rozdeleně)   | UFC 228                                 | 8. září 2018       | 3    | 5:00 | Dallas, Texas, Spojené státy americké           | Zápas večera.                             |
| Výhra    | 8–2     | Sarah Moras               | Na body Rozhodnutí (jednomyslně) | UFC Fight Night: Cowboy vs. Medeiros    | 18. únor 2018      | 3    | 5:00 | Austin, Texas, Spojené státy americké           |                                           |
| Výhra    | 7–2     | Ji Yeon Kim               | Na body Rozhodnutí (jednomyslně) | UFC Fight Night: Holm vs. Correia       | 17. červen 2017    | 3    | 5:00 | Kallang, Singapur                               |                                           |
| Prohra   | 6–2     | Lina Länsberg             | Na body Rozhodnutí (jednomyslně) | UFC Fight Night: Manuwa vs. Anderson    | 18. březen 2017    | 3    | 5:00 | Londýn, Anglie                                  |                                           |
| Výhra    | 6–1     | Alexandra Buch            | Donucení (guillotine choke)      | Clash FC: Clash of the Titans           | 19. listopad 2016  | 1    | N/A  | Plzeň, Česko                                    |                                           |
| Výhra    | 5–1     | Eeva Siiskonen            | Donucení (armbar)                | MMA Imatra: Carelia Fight 12            | 10. září 2016      | 2    | 4:06 | Imatra, Finsko                                  |                                           |
| Výhra    | 4–1     | Melinda Fábián            | Na body Rozhodnutí (rozdeleně)   | GCF 34: Back In The Fight 5             | 25. březen 2016    | 5    | 5:00 | Příbram, Česko                                  | Stala se šampionkou GCF v bantamové váze. |
| Prohra   | 3–1     | Lina Länsberg             | Na body Rozhodnutí (jednomyslně) | Battle of Botnia 2015                   | 28. listopad 2015  | 3    | 5:00 | Umeå, Švédsko                                   | Návrat do bantamové váhy.                 |
| Výhra    | 3–0     | Suvi Salmimies            | Na body Rozhodnutí (rozdeleně)   | Cage 31                                 | 19. září 2015      | 3    | 5:00 | Helsinky, Finsko                                | Debut v muší váze.                        |
| Výhra    | 2–0     | Julija Stoliarenko        | TKO (corner stoppage)            | GCF Challenge: Back in the Fight 4      | 27. březen 2015    | 2    | 5:00 | Příbram, Česko                                  | Zápas se odehrál ve váze do 65 kg.        |
| Výhra    | 1–0     | Lenka Smetánková          | TKO (corner stoppage)            | GCF Challenge: Back in the Fight 3      | 14. únor 2014      | 1    | 3:00 | Příbram, Česko                                  |                                           |